# Goof Troop (videojuego)
Goof Troop es un videojuego de acción-aventura, desarrollado y publicado por Capcom en 1993 para Super Nintendo y basado en la serie de televisión del mismo nombre. El juego puede se puede jugar en modo multijugador, en dónde un jugador controla a Goofy y el otro a Max. Con los años, se ha convertido en un clásico para sus fanes.

## Juego
Jugando como Goofy o Max, el jugador juega a través de cinco áreas en la isla Spoonerville: en la playa, en un pueblo en estado de sitio, en un castillo encantado, en una caverna subterránea, y finalmente en el buque de los piratas Pete y PJ que están cautivos.
Para defenderse contra los enemigos, los jugadores pueden arrojar macetas, barriles y jarrones. Existen varios elementos en el juego; por ejemplo, una campana para cebo a los piratas. En el juego multijugador, los jugadores pueden cebar a los enemigos en posiciones dónde el otro jugador puede fácilmente derrotarlos. Un gancho de ataque puede ser usado para aturdir a los enemigos o para coleccionar puntos de salud, representados como bananes o cerezas; sólo un elemento puede ser transportado para cada jugador en el modo multijuador, y dos en el modo de jugar con un solo jugador. Los jugadores pueden tener una vida extra por coleccionar un diamante rojo. Otros elementos incluyen palas para excavar en determinadas zonas y velas para iluminar lugares oscuros.
El juego es muy orientado a los rompecabezas. Goofy y Max pueden patear piedras que se deslizan hasta que son detenidos por una barrera. Goofy y Max deben colocar las piedras en interruptores para abrir puertas. También pueden buscar por ganchos que les sirven para estirar una línea sobre un abismo, o madera para reparar un puente destruido. En esta situación, los elementos se pierden. Además, deben buscar llaves para abrir caminos para los jefes en los niveles.
De vez en cuando, Goofy y Max conocen a Islander, quién les da información sobre tesoros en la isla o pistas sobre como resolver problemas.
El juego incluye una contraseña que permite a los jugadores para empezar directamente en uno de los cuatro niveles avanzados.

## Historia
En un gran día para la pesca en Spoonerville, Goofy y su hijo Max van al mar. Mientras están pescando, ven un enorme barco pirata yendo hacia Spoonerville con Pete y PJ que son secuestrados. Goofy trata de alcanzarlos con el barco, pero no tiene éxito hasta que el barco aterriza en la isla pirata.
Al aterrizar en la isla y al derrotar un grupo de piratas, Goofy y Max aprenden que los piratas han confundido a Pete con su capitán, Keelhaul Pete, quién ha sido tragado por una ballena hace un tiempo. Mientras Goofy y Max exploran la isla y pelean con más piratas, Pete y PJ siguen la idea falsa, mientras Pete disfruta ser el rey de los piratas.
Eventualmente, Goofy y Max buscan el barco de los piratas, y ven a Pete. Goofy intenta salvarlo, pero accidentalmente lo golpea. Max se da cuenta de que la persona que ellos asumían que era Pete es actualmente el real Keelhaul Pete, que ha regresado después que la ballena lo escupiera. Preocupados por la seguridad de sus vecinos, Goofy y Max se infiltran en el barco pirata, culminando con otro encuentro con Keelhaul Pete. Después de derrotarlo, encuentran a Pete y PJ a punto de ser usados como alimento para un cocodrilo, y rápidamente tratan de rescatarlos (después de las preguntas de Goofy sobre por qué el cocodrilo está tratando de comerlos antes de la hora de comer.) y ponen en suspensión a Keelhaul Pete sobre el cocodrilo en su lugar, Goofy, Max, Pete y PJ regresan a su viaje de pesca.